# Épigrammes (Platon)
Les Épigrammes de Platon sont 18 pièces poétiques recueillies dans l'Anthologie palatine (it) et attribuées à ce philosophe athénien, mais leur authenticité est controversée.

Écrites sous forme de distiques élégiaques, elles font partie de la production lyrique des banquets (ou symposiums), mais s'écartent, par le style, des lois de composition de l'épigramme. Les sujets traités, qu'on ne peut rapprocher que vaguement de la philosophie platonicienne (et notamment des dialogues érotiques Le Banquet et Phèdre), tournent autour des thèmes de l'amour, de la beauté et de la brièveté des joies.

## Personnalités évoquées dans les épigrammes
Parmi les personnages célèbres qui sont rappelés dans ces épigrammes et se rapportent à la vie de Platon, il y a Dion, homme politique de Syracuse et ami très cher du philosophe athénien ; Phèdre et Agathon, personnages des Dialogues ; Sappho, célébrée en tant que dixième muse ; et Aristophane, auteur de comédie jugé être inspiré par les Grâces.

La plus curieuse des épigrammes est peut-être celle qui est dédiée à une certaine Xanthippe. C'est un nom commun parmi les femmes grecques. La plus connue d'entre elles était l'épouse acariâtre de Socrate : dans ce cas, cette épigramme amoureuse pourrait être en réalité une plaisanterie, étant donné la mauvaise réputation dont jouissait la femme à qui elle est dédiée.